# Aileen Manning
Aileen Manning (20 de enero de 1886 - 25 de marzo de 1946) fue una actriz estadounidense que trabajo durante la era de cine mudo.
Manning era muy solicitada en papeles con género en varias películas mudas. Manning era muy conocida por interpretar varios papeles en películas mudas y sonoras, entre ellas La cabaña del tío Tom (1927) y Huckleberry Finn (1931).
La revista Variety, opinó sobre la actuación de Manning en Everybody's Sweetheart, afirmando que "su actuación hace el personaje completamente desagradable, pero algo fiel en la vida".
Manning interpretó a Ana de Gran Bretaña en A Lady of Quality (1924), los espectadores notaban su parecido con la propia reina, también interpretó a la reina Isabel I de Inglaterra en el cortometraje The Virgin Queen, de 1928.
Manning pasó sus últimos años viviendo en Hollywood-by-the-Sea. Murió el 25 de marzo de 1946 en Hollywood.